# Capadare (Venezuela)
Pour les articles homonymes, voir Capadare.
Capadare est la capitale de la paroisse civile de Capadare de la municipalité d'Acosta de l'État de Falcón au Venezuela.